# Young Pioneer Palaces

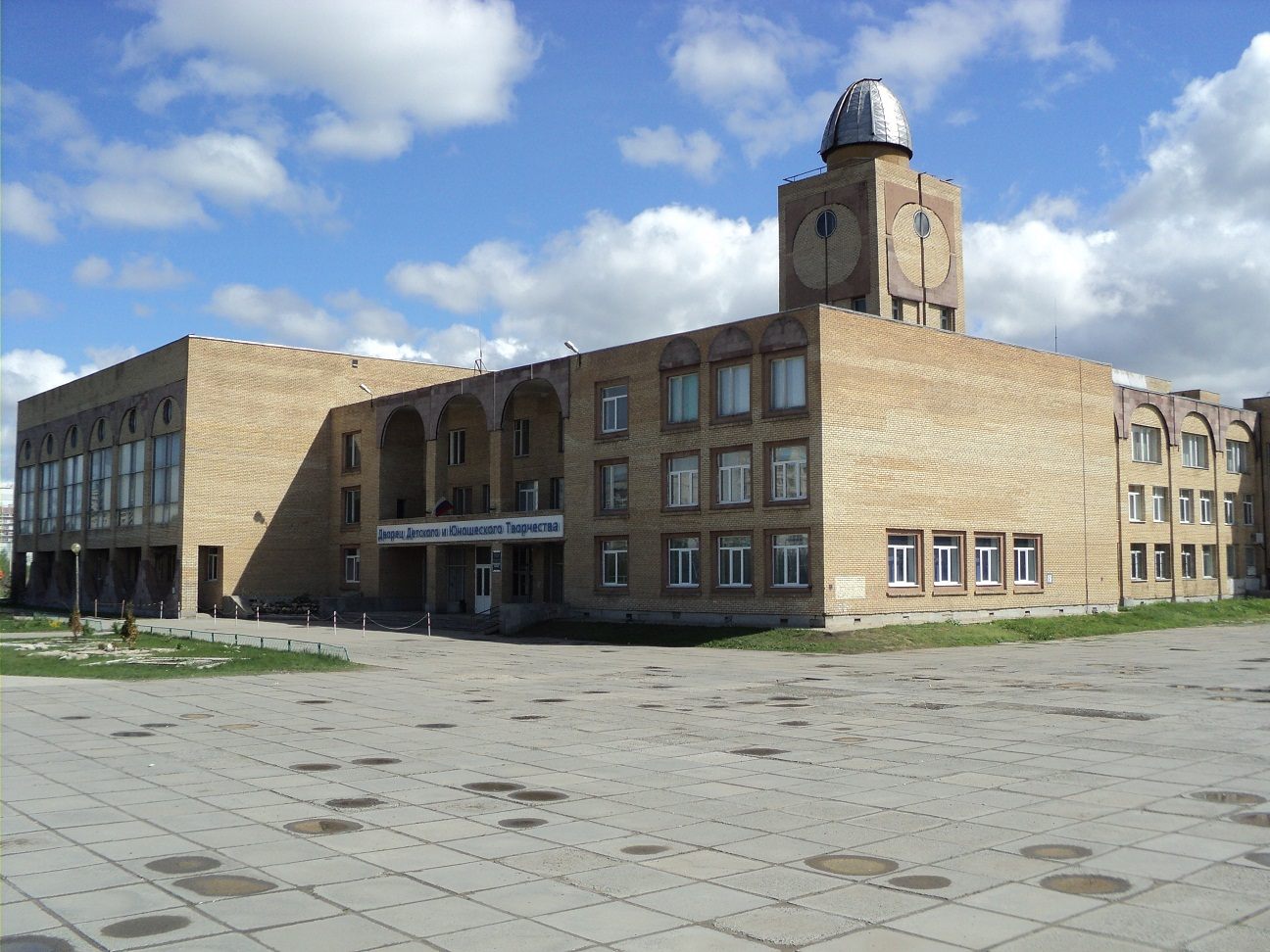
Young Pioneer Palaces na cidade Togliatti.

Young Pioneer Palaces ou Palaces of Young Pioneers and Schoolchildren eram centros designados para trabalhos criativos, treinamento esportivo e atividades extracurriculares do Movimento dos Pioneiros. Foram originados na União Soviética, mas ainda existem em alguns Estados socialistas.

## Consulte também
- Movimento dos Pioneiros
- Komsomol
- Partido Comunista da União Soviética